# Gyula Petrikovics
Gyula Petrikovics, né le 12 janvier 1943 à Budapest et mort le 28 juin 2005 dans la même ville, est un céiste hongrois pratiquant la course en ligne.

## Palmarès

### Jeux olympiques
- 1968 à Mexico
  -  Médaille d'argent en C-2 1 000 mètres [1]

### Championnats du monde
- 1970 à Copenhague
  -  Médaille d'argent en C-2 1 000 mètres
- 1971 à Belgrade
  -  Médaille d'or en C-2 1 000 mètres
- 1973 à Tampere
  -  Médaille de bronze en C-2 1 000 mètres